# کوریوشی کوراهارا
کوریوشی کوراهارا (به انگلیسی: Koreyoshi Kurahara) کارگردان و فیلم‌نامه‌نویس ژاپنی که اکثر او را با فیلم جنوبگان و هیروشیما می‌شناسند.

## فیلم‌شناسی
- من منتظر هستم (۱۹۵۷)
- جنوبگان (۱۹۸۳)
- هیروشیما (۱۹۹۵)